# Minutemen (organisation)
Pour les articles homonymes, voir Minutemen (homonymie).
Les Minutemen sont une organisation militante anticommuniste formée aux États-Unis au début des années 1960. 

## Histoire
L’organisation est fondée le 4 juillet 1967 à Kansas City. Le nom s’inspire des Minutemen, milice patriotique créée pour l’indépendance des États-Unis.
Le fondateur et chef de ce groupe de droite était Robert DePugh (en), un biochimiste exerçant à Norborne dans le Missouri. Il s’éloigne d’organisations trop électoralistes à ses yeux, comme la John Birch Society,. 
Un autre cadre du mouvement est Walter Peyson, spécialiste en explosif et auteur d’un attentat contre l’ambassade soviétique à Washington. 
Les Minutemen pensaient que le communisme s’apprêtaient à prendre le pouvoir aux États-Unis. Ils se sont armés et ils préparaient une contre-révolution pour stopper ce coup d’État qu’ils craignaient, s’organisant en petites cellules et stockant des armes. Des militants sélectionnés sont choisis pour se consacrer à plein temps à l’organisation, financée en conséquence par les dons des membres, mais également par de riches soutiens. Cela est néanmoins insuffisant et Robert DePugh prépare des attaques de banques pour financer le groupe. La première est réussie, mais les trois suivantes sont un échec : la police a été informée par un membre de la survenue des attaques. Sept membres sont arrêtés sur place ; les deux chefs le seront peu après. 
Le groupe aurait également préparé des assassinats contre des personnalités comme Hubert Humphrey, Robert Kennedy, Earl Warren ou Martin Luther King, mais les deux dirigeants du mouvement affirment qu’il ne s’agissait que d’informations destinées à tromper les informateurs des autorités. 
En février 1968, DePugh est inculpé par un grand jury fédéral à Seattle (État de Washington) pour complot en vue de commettre un vol dans une banque. La même année, il est arrêté pour violation des lois fédérales sur les armes à feu. Libéré sur caution, il entre dans la clandestinité pendant plus d’un an jusqu’à sa capture en 1969 à Truth or Consequences (Nouveau-Mexique). Il est libéré en mai 1973. DePugh est l’auteur d’un manuel de survie, Can You Survive? et a été brièvement associé au Liberty Lobby. Le fondateur du groupe The Order s’est inspiré, en les améliorant, des méthodes des Minutemen pour son organisation. 
Il est décédé le 30 juin 2009 à son domicile à l’âge de 86 ans. 

## Publications
- Le groupe publiait un bulletin intitulé On Target.

- Robert DePugh, Principles of Guerrilla Warfare [Principes de la guerre de guérilla], Minutemen, San Diego, 1961, 10 pages[6]
- Robert DePugh, Blueprint for Victory [Plan directeur pour la victoire], 1966
- Robert DePugh, Can You Survive? (Pouvez-vous survivre ?), Desert Publications, El Dorado, AZ, 1973, 214 pages  (ISBN 0-87947-442-4).